# NO PLAN
NO PLAN（ノー プラン）は、テレビ朝日系列のバラエティ番組『内村プロデュース』から生まれた、男性6人から成るユニゾングループ。
ソニー・ミュージックエンタテインメントのレコードレーベル、キューンレコード所属。

## メンバー
- 内村光良（ウッチャンナンチャン）※リーダー、プロデューサー
- さまぁ〜ず
  - 三村マサカズ
  - 大竹一樹
- TIM
  - ゴルゴ松本
  - レッド吉田
- ふかわりょう

### 一部の楽曲で出演している人物
- 出川哲朗
- 有田哲平（くりぃむしちゅー）
- 有吉弘行
- バナナマン
- 品川庄司 ※キャンペーンボーイ

## 活動概要
己の「芸人魂」を熱く唄う番組内ユニット。その歌詞にはお笑い芸人たちの情熱や哀愁が込められている。

### 2003年
- 『内村プロデュース』（以下「内P」）内の企画に端を発する。内村光良以下の内Pメンバーでテレビ朝日の音楽番組『ミュージックステーション』に出演するために2003年11月に結成（内Pの収録日とMステの生放送が共に金曜日であり、裏番組であった『ウッチャンナンチャンのウリナリ!!』も終了していたため当番組への出演の制約はなかった）。
- 当初はミュージックステーションに出演しているミュージシャンと親交を深める事ばかりを念頭に置いていて、肝心の曲作りを全くしていなかった。そんな内P軍団に対して当時モーニング娘。に所属していた矢口真里が「ノープランですね」と言い、それがそのままグループ名となった（ことになっている）。
- メンバーが挙げたキーワードを基に楽曲を製作、いくつかの仮歌の中から藤巻浩の作品が自分たちの気持ちを最も代弁していると絶賛され『前略、露天風呂の上より〜芸人魂の詩〜』が採用となった。この曲が後まで彼らの代名詞となる。
- 2003年12月17日、アルバム『NO PLAN』でメジャーデビュー。
  - 同アルバムにはクレイジーケンバンドの横山剣が『We are NO PLAN』を、宇崎竜童らが『志なかば』を楽曲を提供。また、ふかわが『内P"COCO JAPAN"Remix』『ひとりぼっちのジングルベル』のプロデュースを担当した。

### 2004年
- 1月16日、目標であった『ミュージックステーション』出演を実現。生放送で『前略、露天風呂の上より〜芸人魂の詩〜』を披露。
  - ミュージックステーションでは「内村さんが拾ってくれる」の後に内村が「たまにね」と一言発言している（CDにはないアドリブ）。
- 『HEY!HEY!HEY! MUSIC CHAMP』出演
- 映画「クレヨンしんちゃん 嵐を呼ぶ!夕陽のカスカベボーイズ」で主題歌『○（）あげよう』を担当。またそれぞれが本人役で声優も担当した。
  - 公開初日の4月17日、有楽町日劇2にて初日舞台挨拶に立ち、歌詞カード片手に生歌を披露。
  - 同日、池袋シネマサンシャイン・丸の内東映・渋谷東映の都内3か所で、内村光良主演映画『恋人はスナイパー劇場版』の初日舞台挨拶も行った。
- 5月7日、中野サンプラザにおいて初ライブとなる「NO PLAN 初ライブ&内P祭り」を開催。
- 6月、「NO PLAN 初ライブ&内P祭り」のDVDのミックスダウンを行っている段階で、リーダーの内村が余りにも音痴であったことが判明。そのペナルティとして内村は脱退を余儀なくされるが、そのままグループ自体が半ば活動休止状態に。8月、新メンバー・オーディションが行われたが結果は保留（この時のオーディション参加メンバーは内村、有田哲平、土田晃之、アンタッチャブル）。内村は10月20日放映の特別番組のオーディション（という名の出来レース）を経て復帰を果たした。

### 2005年
- 6月15日にシングル『Oh!サマー』を発売。7月1日にはNHK『ポップジャム』にも出演。紅白を狙っているとも噂された。
  - 5月9日放送の「内P」内で、この曲はTUBEの前田亘輝がわずか3分で作った曲であることを告白。
  - その後5月30日放送の同番組にて、シングルと同日発売予定だったミニアルバムの発売延期を発表。収録されている『NO PLAN の人生という名の列車』が9分超という余りの長さの為、メンバーが曲を覚えられずレコーディングが間に合わなかったというのが延期の理由。
- 当初の予定から約2ヶ月遅れの8月3日にミニアルバム『SUMMER PLAN』を無事発売。
- 9月26日、内Pがレギュラー放送を終了。エンディングには過去の名場面集とともに『NO PLAN の人生という名の列車』が放送された。

### 2006年
- 1月25日、ラストアルバム『LAST PLAN』発売。
  - 1月27日に出演したミュージックステーションにおいて、内村から同アルバムをもっての一応の「引退」を発表。
  - 同アルバム収録の『君の中の少年』は、1月28日公開の内村監督映画「ピーナッツ」の主題歌。
- 4月9日、渋谷Q-AXシネマで行われた映画「ピーナッツ」の大ヒット御礼舞台挨拶にて『君の中の少年』を披露。
- 8月5日、HMV渋谷店、タワーレコード渋谷店にてピーナッツDVD発売記念イベント開催。NO PLAN メンバーが出演した。

### 2009年
- 3月22日、昭和女子大学人見記念講堂で行われた「内村プロデュース 最初で最後の大謝恩会」にて3年ぶりに NO PLAN メンバーが集結し『NO PLAN の人生という名の列車』が生で初披露された。この日のバージョンでは、原曲の歌詞を一部アレンジ。「未来に向かって（まだまだ）走る平成21年のぼくたち」をテーマに歌われている。またオープニングで歌われた「前略！露天風呂の上より」「Oh!サマー」「玉職人」他を取り混ぜた「NO PLAN」メドレーも、初の試みと言ってよい。途中にはエグザイル・スタイルのダンスも織り交ぜられ、客席の喝采を浴びていた。

### 2015年
- 映画『内村さまぁ～ず THE MOVIE エンジェル』内にて6年ぶりに復活[1]。

## ディスコグラフィー

### シングル
1. 『本望でございます〜芸人魂の詩Part II〜/○あげよう』 （2004年4月14日）
2. 『Oh!サマー』 （2005年6月15日）

### アルバム
1. 『NO PLAN』 （2003年12月17日）
2. 『SUMMER PLAN』 （2005年8月3日）
  1. はりきる男
  2. Oh!サマー
  3. We are NO PLAN 2 〜ささやかな幸せ〜
  4. 玉職人
  5. 嫁に来ないか墨田区へ
  6. NO PLAN の人生という名の列車
馬場俊英『人生という名の列車』のカヴァー（ただしCD公開は NO PLAN が先）。
  7. その後のはりきる男
3. 『LAST PLAN』 （2006年1月25日）
  1. 「今夜はNO PLAN!」〜今週のFAXテーマ発表
  2. 君の中の少年
馬場俊英提供曲(本人もコーラスで参加)。
  3. 〜先週のクイズの答え
  4. 〜レッド吉田の5文字で解決お悩み相談 その1
  5. 〜CM 1「NO PLAN ファイナンス」
  6. 内村さんに捧げるバラード
  7. 〜やらしい内村さん
  8. 大丈夫
真島昌利（現ザ・クロマニヨンズ）提供曲
  9. 〜FAX「君の中の少年」紹介
  10. NO PLAN NONSTOP DJ Mix
NO PLAN の過去の楽曲メドレー。
  11. 〜レッド吉田の5文字で解決お悩み相談 その2
  12. 〜CM 2 ラストアルバム「LAST PLAN」
  13. 〜メンバーに質問
  14. ARIGATOU!
  15. 〜八分田中とポルノ伊東
  16. さよなら NO PLAN
曲終了後、数分の無音部分を挟み、ボーナストラックとして『内P』レギュラー放送最終回収録後の内村の挨拶と花束贈呈の模様が収録されている。[注釈 1]。

### DVD
1. 『NO PLAN & その仲間たち「今日だけ勘違いしていいですか！？」LIVE』 （2004年7月7日）
  - 2004年5月7日に開催した『NO PLAN 初ライブ&内P祭り』の模様と舞台裏、練習風景などを収録。
2. 『Oh!サマー』 （2005年6月15日）
  - 同名シングルのプロモーションDVD。その他スペシャルメイキング『NO PLANの長い1日』を収録。
3. 『LAST PLAN (初回生産限定盤) 特典DVD』 （2006年1月25日）
  - アルバム『LAST PLAN』の初回生産限定付属DVD。「NO PLAN 〜キーワード・インタビュー〜」、「RADIO NIGHT 〜今夜はNO PLAN!! 映像版〜」（CDではカットされたトークも収録）、「AFTER PLAN 〜酔いどれ六人衆〜」を収録。

ちなみに、各アイテムのジャケット写真では必ずふかわの顔が何かに邪魔されてしっかり写っていない。『LAST PLAN』では、表のジャケットイラストなど、まともに描かれているものもあるが、ブックレット内の写真ではやはり身体が半分欠けている。

## 代表的な楽曲
- 前略、露天風呂の上より〜芸人魂の詩〜

アルバム『NO PLAN』に収録。
結成当初からの代表的楽曲で、その歌詞の内容から『内P』のテーマソングとも言える楽曲。
特番の名物コーナーであった「露天風呂だるまさんがころんだ」での出来事をベースとした楽曲である。
作曲・編曲はDTMマガジンなどの連載で知られる藤巻浩。
- 〇あげよう

映画『クレヨンしんちゃん　嵐を呼ぶ！夕陽のカスカベボーイズ』の主題歌。
タイトルは大竹の発言が元になっている。
- 内P"COCO JAPAN"Remix

アルバム『NO PLAN』に収録。
ミュージシャン「ロケットマン」としても活躍するふかわがプロデュースした楽曲。
タイトルにもなっている「パンパン、ここジャパーン!」など、レッドが『内P』で開花した「5文字ネタ」がふんだんに使用されている。後半では、レッド以外のNO PLAN メンバーや出川の番組内での名・珍発言もリミックスされている。
ちなみにふかわ自身のネタは、彼に仕掛けられたドッキリとしてふかわの両親が登場し狼狽したシーンが採用されており、母親の声も収録されている。
- NO PLANの人生という名の列車

『SUMMER PLAN』に収録。
NO PLAN メンバーお気に入りの一曲であるが、その長さ（9分強）からメンバーが歌詞を覚えるのに難航し、レコーディングが遅れてしまったためアルバムの発売が延期したという曰く付きの曲。
作詞・作曲・編曲は馬場俊英。元々は、おちまさとがパーソナリティを務めていたラジオ番組の企画で（NO PLAN とは無関係に）制作されたものであるが、馬場が歌唱した原曲よりもこちらの方が先にリリースされている。NO PLAN が歌う事になったのは、おちの意向によるものである。
NO PLAN の楽曲としては珍しく、1バース全部を各メンバーが1人で歌っている。これもレコーディングが遅れた要因の1つである。
歌っている順番は、大竹→内村→ゴルゴ→三村→レッド→ふかわ→レッド・三村であり、最後のバースでは各メンバーが2〜3フレーズずつ歌っている。そして、その前後にユニゾンのコーラスが入るというのが大まかな構成である。
『内P』最終回においてほぼフルコーラスで放映され（終盤のレッド・三村のバースと、最終バースの前半が省略された）、テレビ番組としては異例の約7分半がエンディングに費やされていた。
歌詞は、1960年代の高度成長期に生まれた男性に向けたもので、その半生を振り返りつつエールを送る内容である。NO PLAN 内ではふかわ（昭和49年=1974年生まれ）以外の全員が該当する。大竹が歌っている最初のバースには昭和42年という歌詞があり、これはさまぁ〜ずの2人、ゴルゴ、作詞者の馬場の生年である。歌詞で最後に登場する年は、本楽曲が発表され、『内P』が終了した平成17年である。
また、レッドと三村が半分ずつ歌っているバースは妻子持ちの男性を意識した内容となっているが、NO PLAN 内でも活動当時、妻子持ちであったのはレッドと三村のみであった（その後、2005年に内村とゴルゴ、番組終了後の2011年に大竹が結婚し、2023年現在独身はふかわのみである）。ただし、意図したものであるのかは不明である。

## 主な出演

### テレビ
- 内村プロデュース（テレビ朝日）
- ミュージックステーション　2004年1月16日（前略、露天風呂の上より〜芸人魂の詩〜）、2004年4月23日（本望でございます〜芸人魂の詩 PartII〜／○あげよう）、2005年8月12日（We are NO PLAN2 〜ささやかな幸せ〜／Oh!サマー）、2006年1月27日（君の中の少年／大丈夫）
- HEY!HEY!HEY! MUSIC CHAMP（フジテレビ系）　2004年1月26日（前略、露天風呂の上より〜芸人魂の詩〜）、2006年2月13日（君の中の少年）
- Matthew's Best Hit TV（テレビ朝日、「なまり亭」に出演）　2005年6月22日
- ポップジャム（NHK）　2005年7月1日（Oh!サマー）
- クロネコヤマトのデイリートーク（エフエム東京）　2003年12月15日〜12月19日
- 恵俊彰のディア・フレンズ（エフエム東京）　2005年8月3日
- 魁!音楽番付（フジテレビ）　2006年1月25日

### 映画
- クレヨンしんちゃん 嵐を呼ぶ!夕陽のカスカベボーイズ（2004年4月17日公開）ゲストおよびエンディングテーマ「○（マル）あげよう」歌唱
- 内村さまぁ〜ず THE MOVIE エンジェル（2015年9月11日公開）[1]